# Slag bij Sulz am Neckar

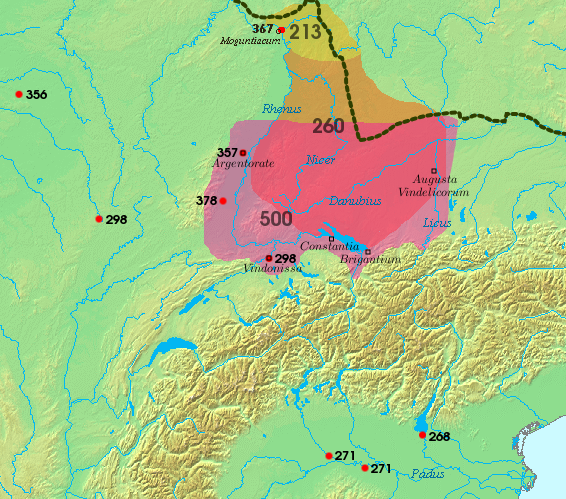
Nederzettingen en expansie van de Alemannen

De Slag bij Sulz am Neckar, ook wel bekend als de Slag bij Solicinium, vond plaats in 367 in de buurt van Sulz am Neckar tussen het Romeinse leger, onder aanvoering van keizer Valentinianus I en de Alemannen, vermoedelijk onder leiding van hun koning Macrianus.

## De aanleiding
Slechts enkele jaren na de grote nederlaag bij Straatsburg in 357 waren de Alemannen opnieuw Gallië binnengedrongen. Al vanaf 365 vocht het Romeinse leger onder bevel van keizier Valentinianus I tegen de Alemannen. Bij Scarpona (Charpeigne) en Catalaunum werden overwinningen behaald, doch deze waren kortstondig, want in 367 staken de Alemannen opnieuw de Rijn over en veroverden Moguntiacum (Mainz) en plunderden de stad.

## De veldslag
Valentianus bracht een groot leger op de been en stak de Rijn over. Diep in het kerngebied van de Alemannen, bij de ruïnes van Solicinium (Sulz am Neckar, in de Neckar vallei, of Schwetzingen) stuitte hij op de legermacht van de Alemannen. Slechts met grote verliezen werd deze slag door de Romeinen gewonnen.

## Nasleep
Doordat de Romeinen grote verliezen had geleden tijdens de veldslag, werd Valentianus gedwongen de veldtocht tegen de Alemannen af te breken. Hij keerde met het leger terug naar Gallië en begon daarna met het herstellen van de Rijn-grens. Onder Valentianus werden diverse nieuwe forten langs de grens opgetrokken. Drie jaar later ten slotte, in 370 sloot Valentianus uiteindelijke vrede met koning Macrianus, die vanaf die tijd een vriendschappelijke relatie onderhield met het Romeinse Rijk.

## Bron
- Ammianus Marcellinus, Romeins historicus

Gardameer · Placentia · Fano · Pavia · Vindonissa · Reims · Straatsburg · Sulz am Nackar · Argentovaria · Langres
Oorlogen van de Romeinse Republiek
· Romeins-Etruskische Oorlogen
· Romeins-Aequische Oorlogen
· Latijnse Oorlog
· Romeins-Hernicische Oorlogen
· Romeins-Volscische Oorlogen
· Samnitische oorlogen (Eerste, Tweede, Derde)
· Pyrrhische Oorlog
· Punische oorlogen (Eerste, Tweede, Derde)
· Illyrische Oorlogen (Eerste, Tweede, Derde)
· Macedonische Oorlogen (Eerste, Tweede, Derde, Vierde)
· Romeins-Seleucidische Oorlog
· Aetolische Oorlog
· Galatische Oorlog
· Romeinse Verovering van Hispania (Eerste Celtiberische Oorlog, Lusitanische Oorlog, Numantische Oorlog, Sertorische Oorlog, Cantabrische Oorlogen)
· Achaeïsche Oorlog
· Oorlog tegen Jugurtha
· Cimbrische Oorlog
· Servilische Oorlogen (Eerste, Tweede, Derde)
· Bondgenotenoorlog
· Sulla's Burgeroorlogen (Eerste, Tweede)
· Mithridatische oorlogen (Eerste, Tweede, Derde)
· Gallische Oorlog
· Romeinse expedities naar Britannia
· Burgeroorlog tussen Pompeius en Caesar
· Einde van de Republiek (Slag bij Mutina, Burgeroorlog tegen Brutus en Cassius, Siciliaanse Opstand, Perusiaanse Oorlog, Burgeroorlog tussen Antonius en Octavianus)
Oorlogen van het Romeinse Keizerrijk
· Germaanse Oorlogen (Teutoburgerwoud, Marcomannenoorlog, Alemannische Oorlogen, Gotische Oorlog, Visigotische Oorlogen)
· Romeinse verovering van Britannia
· Boudicca
· Armenische Oorlog
· Vierkeizerjaar
· Joodse Oorlog
· Romeins-Parthische Oorlog
· Romeins-Perzische oorlogen
· Burgeroorlogen van de derde eeuw
. Gotische oorlog (376-382)
. Gotische opstand van Alarik I
. Gildonische opstand
. Gotische oorlog (402-403)
. Pictische oorlog van Stilicho
. Oorlog van Heraclianus
. Oorlog van Radegaisus
. Rijnoversteek
. Romeinse Burgeroorlog 427-429
· Val van het West-Romeinse Rijk